# Người Hà Lan bay (vở Opera)

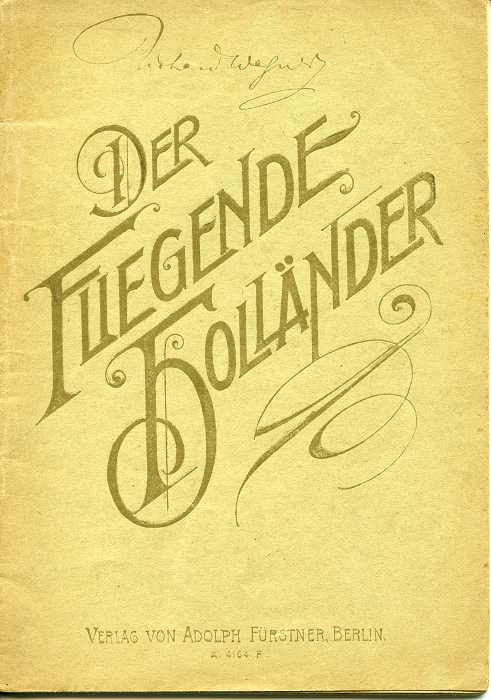

Người Hà Lan bay, WWV 63 (tiếng Đức: Der fliegende Holländer), hay còn có tên gọi khác là Người thủy thủ phiêu lãng, là vở opera bảng tiếng Đức của nhà soạn nhạc opera nổi tiếng Richard Wagner. Đây là một trong những bằng chứng chứng tỏ sự đa tài của Wagner khi ông vừa là người soạn nhạc, vừa là người viết lời cho tác phẩm này. Vì gia cảnh quá nghèo, Wagner đã phải bán đi lời tiếng Pháp có cái tên Le vaisseau fantôme cho Opéra Paris. Nhà soạn nhạc này đã mất cả năm 1841 để hòa thành tác phẩm. Tác phẩm được công diễn lần đầu tiên vào năm 1843 tại Dresden Court Opera, buổi công diễn này đã không gây được tiếng vang lớn.